# Saint-Patrice-du-Désert
Saint-Patrice-du-Désert är en kommun i departementet Orne i regionen Normandie i nordvästra Frankrike. Kommunen ligger i kantonen Carrouges som tillhör arrondissementet Alençon. År 2022 hade Saint-Patrice-du-Désert 232 invånare.

## Befolkningsutveckling
Antalet invånare i kommunen Saint-Patrice-du-Désert
| Referens: INSEE |